# Rostblocklav
Rostblocklav (Porpidia melinodes) är en lavart som först beskrevs av Körb., och fick sitt nu gällande namn av Gowan & Ahti. Rostblocklav ingår i släktet Porpidia och familjen Lecideaceae.  Arten är reproducerande i Sverige. Inga underarter finns listade i Catalogue of Life.